# ديشار سداسي
ديشار سداسي (الاسم العلمي:Pteris hexagona) هو نوع من النبات يتبع جنس الديشار من الفصيلة الديشارية.